# Sericia strigiformis
Sericia strigiformis är en fjärilsart som beskrevs av Robinson 1975. Sericia strigiformis ingår i släktet Sericia och familjen nattflyn. Inga underarter finns listade i Catalogue of Life.